# (35929) 1999 JK108
1999 JK108 (asteroide 35929) é um asteroide da cintura principal. Possui uma excentricidade de 0.11504650 e uma inclinação de 10.68845º.
Este asteroide foi descoberto no dia 13 de maio de 1999 por LINEAR em Socorro.